# Adavere
Adavere (německy Addafer) je městečko v estonském kraji Jõgevamaa, samosprávně patřící do obce Põltsamaa.
Na území městečka se nachází zeměpisný střed pevninské části Estonska.

## Galerie

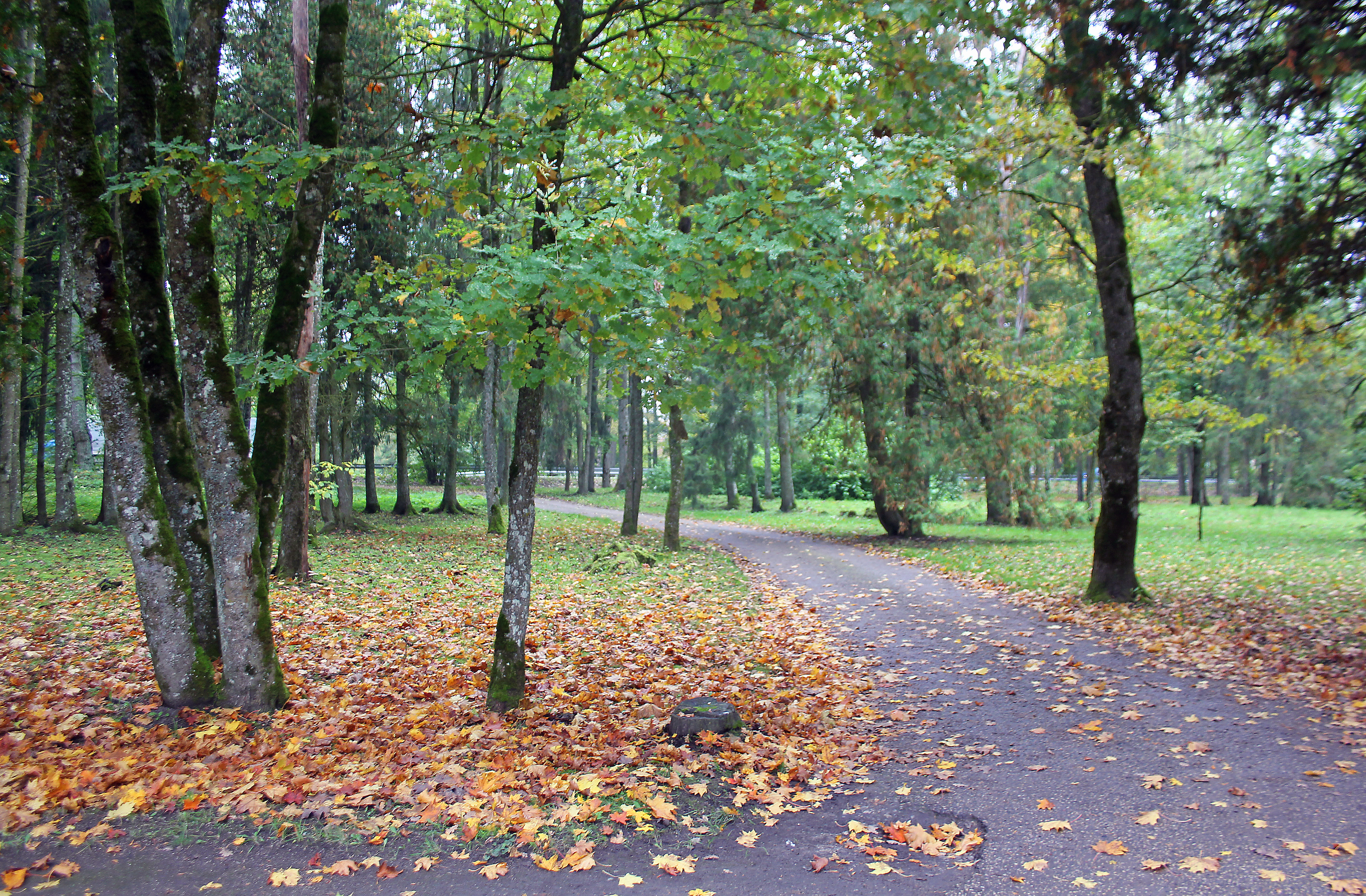
Zámecký park
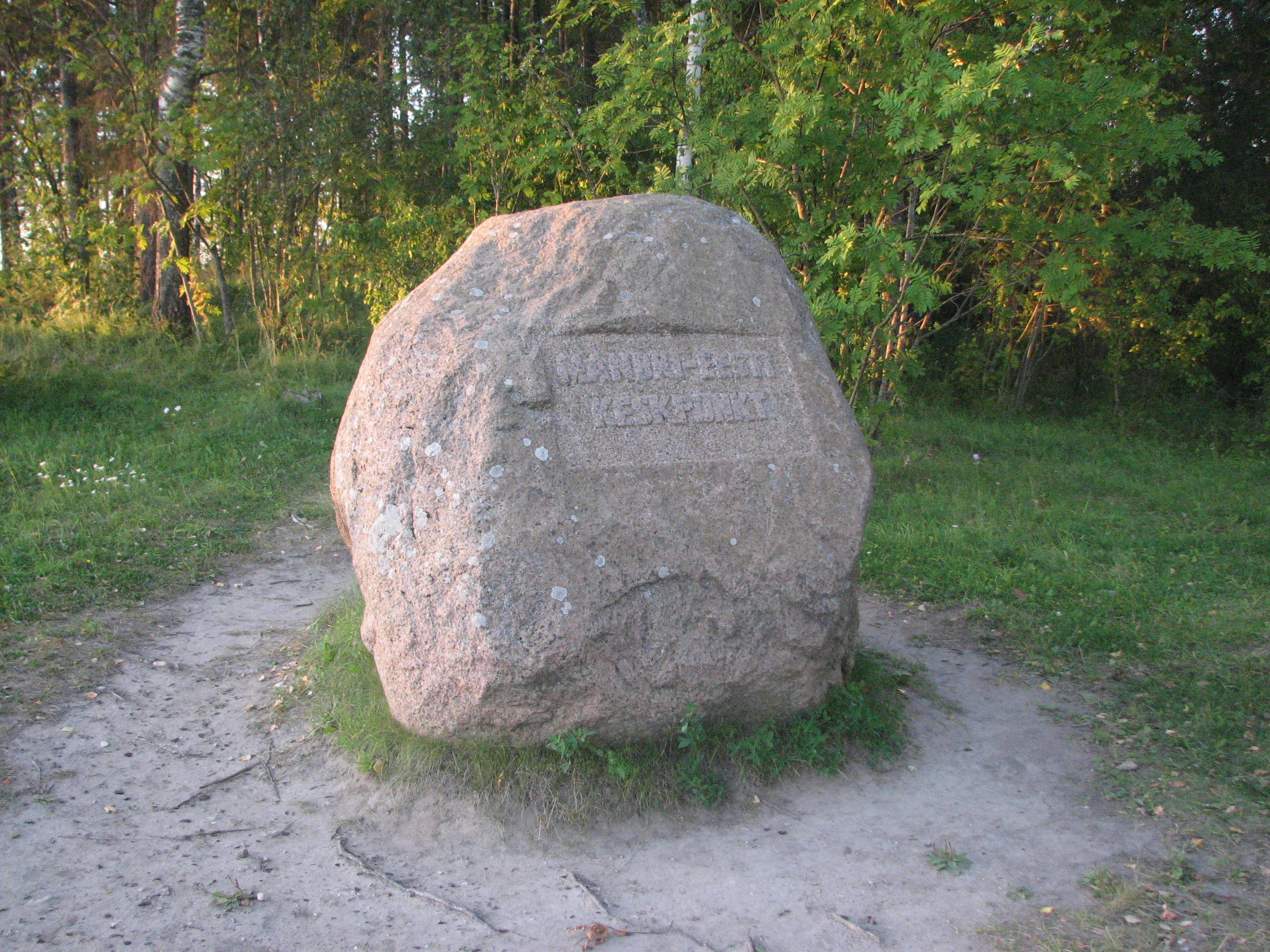
Kámen označující zeměpisný střed pevninské části Estonska
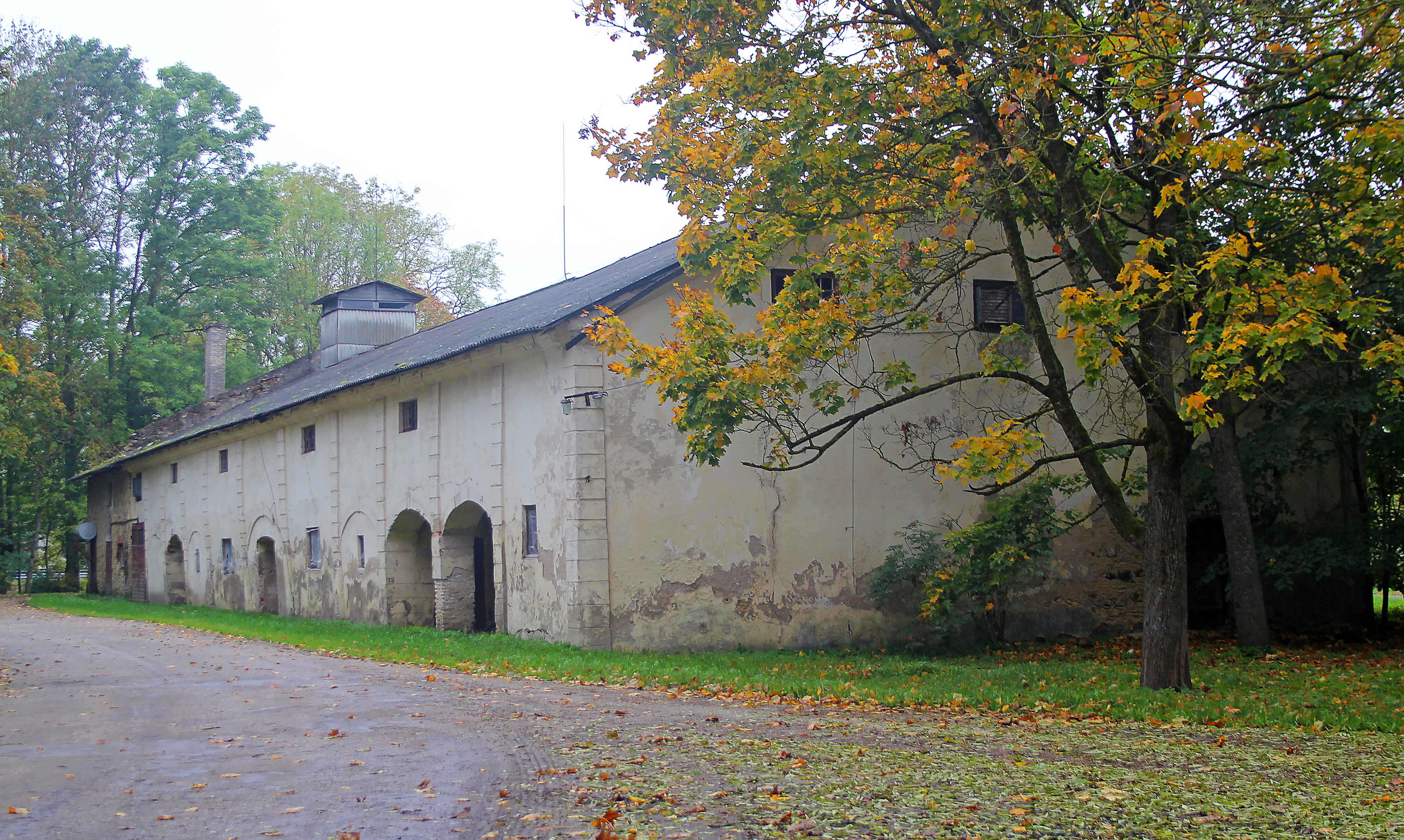
Zámecká sýpka a sušárna